# Mesut Okcu
Mesut Okcu (* 13. März 1974) ist ein deutscher Ringer.
Als Junioren-Europameister im Halbschwergewicht bis 90 kg verpasste der zu dieser Zeit für den Türkischen Ringerverein Berlin startende Okcu 1996 die Teilnahme an den Olympischen Sommerspielen 1996 in Atlanta, obwohl er zu dieser Zeit als Star der Bundesliga galt. Wegen unentschuldigten Fehlens bei Lehrgängen der Nationalmannschaft nominierte Bundestrainer Wolfgang Nitschke statt seiner Heiko Balz. 1996 gewann Okcu im Freistil den Deutschen Meistertitel. Diesen Erfolg konnte er im darauffolgenden Jahr im Mittelgewicht wiederholen. Okcu trat ab 2000 auch für den AC 1897 Werdau in der 1. Bundesliga an. Er wechselte 2002 zurück zum Türkischen Ringerverein Berlin in die 2. Bundesliga. 2004 startete er für den VfL Neckargartach in der 2. Bundesliga.
Bei den 65. Deutschen Ringermeisterschaften 2005 in Waldkirch konnte er einen weiteren Freistil-Meistertitel im Schwergewicht aus dem Jahr 2004 nicht verteidigen und wurde Dritter. In der Saison 2006/07 trat Okcu wieder für die Farben des Türkischen Ringervereins Berlin in der 1. Bundesliga an.
Im Jahr 2011 absolviert er eine Ausbildung als Trainer beim Ringer-Verband Sachsen.

## Erfolge
- Junioren-Europameister
- 1996: Deutscher Meister (Freistil)
- 1997: Deutscher Meister (Freistil)
- 2004: Deutscher Meister (Freistil)